# Kazimierz Nowak

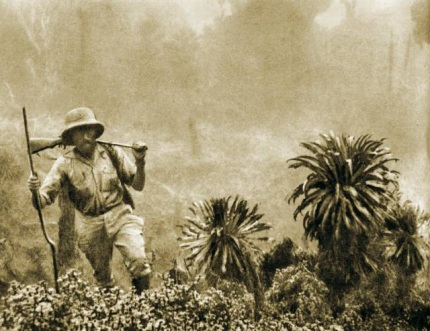
Kazimierz Nowak in het oerwoud

Kazimierz Nowak (Stryi, 11 januari 1897 – Poznań, 13 oktober 1937) was een Poolse ontdekkingsreiziger, correspondent en fotograaf. Na de Eerste Wereldoorlog woonde hij in Poznań.
Van 1931 tot 1936 reisde hij in zijn eentje te voet, met een boot maar vooral per fiets door Afrika. Hij legde een afstand van 40.000 km af.
Hij wilde een inkomen verdienen voor zijn gezin door als fietsende reporter verslag uit te brengen in de Poolse pers. Europa verkeerde in die jaren in een diepe economische crisis en Kazimierz was werkloos geworden in 1925.
Hij ondernam voor zijn Afrikaans avontuur al twee Europese reizen, per fiets, door Hongarije, Oostenrijk, Italië, België, Nederland, Roemenië, Griekenland en Turkije. In 1928 bereikte hij Tripolitanië in Noord-Afrika waar een burgeroorlog woedt. Geldgebrek dwong hem om terug te keren naar Polen. Maar hij nam zich voor om terug te komen.  
Hij startte in Tripoli en reisde via Caïro, Khartoem, Lubumbashi, Pretoria, Kaap Agulhas, Kaapstad, Kinshasa, Windhoek door de woestijn van Frans-West-Afrika om te eindigen in Algiers.
Hij was vermoedelijk de eerste man ter wereld die zoiets ondernam. Zijn verslagen zijn gepubliceerd in een boek dat de titel Rowerem i pieszo przez Czarny Ląd draagt, wat zoveel betekent als 'per fiets en te voet door het zwarte continent'. Zijn relaas is een mengeling van etnografische observaties, een reisdagboek en intuïtieve journalistiek. 
Een jaar na zijn terugkomst overleed hij aan een longontsteking. Zijn lichaam was al ernstig verzwakt, doordat hij tijdens zijn reis malaria had opgelopen.
Op 25 november 2006 werd in het centraal station van Poznań, ter nagedachtenis aan Nowak, een plaquette geplaatst.